# Beckie Scott
Beckie Scott (Vermillion, 1974. augusztus 1. –) kanadai sífutónő olimpikon.
Vermillionban született, de Vegreville-ben nőtt fel (mindkettő albertai település). A 2006-os téli olimpiai játékok ideje alatt tagja lett a NOB-nak egy finn jégkorongjátékossal, Saku Koivuval együtt. Jelenleg az Athabasca Állami Egyetemen tanul. Abbahagyta a sífutást, kilépett a kanadai sífutócsapatból.

## Sportolói pályafutása az olimpiákon
- 1998 Nagano:  15 km klasszikus stílus sífutás: 45. hely
- 2002 Salt Lake City: 5+5 km: aranyérem
- 2006 Torino: ezüstérem a kanadai szabad stílusú sprintváltó tagjaként

## A világkupán
2005/2006 2. hely három VK győzelemmel (Canmore (Kanada), Oberstdorf (Németország), Szapporo (Japán).